# Ланьчжоу
Ланьчжо́у (кит. трад. 蘭州, спр. 兰州, піньїнь Lánzhōu) — місто на північному заході Китаю у середній течії річки Хуанхе, адміністративний центр провінції Ганьсу.
Ланьчжоу — місто з населенням що швидко збільшується. З 1970 по 2004 роки населення міста збільшилось більш ніж удвічі (1970 рік — 1,5 млн жителів, 2004 — 3,2 млн жителів).

## Клімат
Місто знаходиться у зоні, котра характеризується кліматом тропічних степів. Найтепліший місяць — липень із середньою температурою 21.4 °C (70.5 °F). Найхолодніший місяць — січень, із середньою температурою -5.6 °С (21.9 °F).
| Клімат Ланьчжоу         | Клімат Ланьчжоу | Клімат Ланьчжоу | Клімат Ланьчжоу | Клімат Ланьчжоу | Клімат Ланьчжоу | Клімат Ланьчжоу | Клімат Ланьчжоу | Клімат Ланьчжоу | Клімат Ланьчжоу | Клімат Ланьчжоу | Клімат Ланьчжоу | Клімат Ланьчжоу | Клімат Ланьчжоу |
| Показник                | Січ.            | Лют.            | Бер.            | Квіт.           | Трав.           | Черв.           | Лип.            | Серп.           | Вер.            | Жовт.           | Лист.           | Груд.           | Рік             |
| Середня температура, °C | −5,6            | −1,9            | 4,7             | 11,2            | 16              | 19,2            | 21,4            | 20,5            | 15,4            | 9,7             | 2,3             | −4,3            | 9,1             |
| Норма опадів, мм        | 1.5             | 2.5             | 9.1             | 18.6            | 37.6            | 40.6            | 66.3            | 80.4            | 49.9            | 23.8            | 3.9             | 1.1             | 335.3           |
| Днів з опадами          | 2,1             | 2,9             | 4,8             | 7               | 8,6             | 10              | 13,2            | 11,7            | 12,4            | 7,9             | 3,6             | 1,2             | 85,4            |
| Вологість повітря, %    | 50.2            | 47.1            | 46.5            | 45.7            | 49.3            | 53.4            | 59.2            | 61.6            | 66.8            | 64.7            | 59.1            | 56.4            | 55              |
| ----------------------- | --------------- | --------------- | --------------- | --------------- | --------------- | --------------- | --------------- | --------------- | --------------- | --------------- | --------------- | --------------- | --------------- |
| Джерело: Weatherbase    |                 |                 |                 |                 |                 |                 |                 |                 |                 |                 |                 |                 |                 |

## Економіка
Промисловість у Ланьчжоу представлена у таких галузях: хімічної (виробництво мінеральних добрив), машинобудівної (транспортне машинобудування, виробництво нафтового обладнання), нафтопереробної, суконної, шкіряної та інших.
У місті розташовані: північно-західний філіал академії наук Китаю, освітні інститути: педагогічний, зооветеринарний, інженерів залізничного транспорту, нафтопромисловий, університет. Досить відомий Зоопарк Ланьчжоу.
Поблизу Ланьчжоу відкрито багато археологічних пам'ятників: стоянки та могильники епохи неоліту, енеоліту, бронзової доби.

## Транспорт
Ланьчжоу — важливий транспортний вузел, розташований на перетині залізниць (лінії на Тяньшуй, Баотоу, Сінін, Урумчі). За 70 кілометрів на північ від Ланьчжоу є аеропорт.
У червні 2019 року в місті відкрився метрополітен.

### Аеропорт
Головним аеропортом є аеропорт Ланьчжоу, що знаходиться в 52 км північніше міста. Звідти можна дістатись до 20 міст Китаю.

## Культура
Є центром народного мистецтва, відомого як ланьчжоуський гуцзі (кит.: 兰州鼓子) — пісні на ланьчжоуському діалекті говору Лань-Інь мандаринської мови декламаційного характеру під супровід барабана і струнних інструментів. Відома з часів цінського імператора Міньніна, розвинулась із пісень Сун’янге, популярні в сільській місцевості провінції Ганьсу. Під час пізньої династії Цін і на початку Китайської республіки ланчжоуські гуцзі стали більш розвиненими завдяки появі бацзяоґу (восьмикутного барабана). Іншими інструментами є саньсянь, піпа, юецинь, хуцінь, сяо, і всі вони використовують палички для їжі, щоб стукати по муну (чотирьохдюймова порцелянова тарілка), щоб опанувати ритм і звернути увагу на спів музики. Початок задає сяоюеґу (вид місцевого маленького барабану). 
Належать до комбінованої структури цюпай («мелодія з назвою») — загальний термін для фіксованої мелодії, яка використовується в традиційній китайській музиці. Музична структура співу ланьчжоуських гуцзи належить до набору кубаїв (мелодій, що фіксуються), яких існує 40 типів. Зазвичай складається з трьох частин: вступу (голова гуцзі), циклу та закінчення (хвіст гуцзі).  Вона звучить сміливо, пронизливо, глибоко та невимушено, і зазвичай співається в чайній, став дуже популярною формою мистецтва. Вона бере свій початок у географічному та культурному середовищі північно-західного Лесового плато з його унікальним співом. Тривалість від 10 до 50 хв. У 2006 році увійшов до переліку нематеріальної культурної спадщини Китаю.
Довгий час ланчжоуські гуцзі виконували переважно аматори, а професійних артистів було небагато. Серед відомих співаків ланьчжоуського гуцзи на ранньому етапі були Ван Ідао, Цао Юеру, Тан Цзянху, Ма Дунбаші, Чжан Гуолян і Лу Інкуй. Зміст його традиційних вистав варіювався від історичних оповідань, повістей і романів на теми народних легенд до епізодів уславлення пейзажів і радісних подій. У середині 1940-х років Лі Хайчжоу (1907-1983) заснував наукову асоціацію Наньшанське товариство гуцзі, досліджуючи та зберігаючи багато художньої інформації про ланьчжоуські гуцзі. Після утворення Китайської Народної Республіки ланчжоуські гуцзі виконувалися на сцені.

## Міста-побратими
- Альбукерке (англ. Albuquerque), США
- Акіта, Японія
- Крайстчерч (англ. Christchurch), Нова Зеландія
- Пенза, Росія
- Цумеб, Намібія
- Ашхабад, Туркменістан